# Cheima Chebila
Cheima Chebila (arab. شبيلة شيماء ;ur. 1997) – algierska zapaśniczka walcząca w stylu wolnym. Srebrna medalistka mistrzostw Afryki w 2023 i 2025; czwarta w 2020. Triumfatorka mistrzostw arabskich w 2024. Mistrzyni Afryki juniorów w 2016 roku. 